# جاك ألين (لاعب كرة قدم)
جاك ألين (بالإنجليزية: Jack Allen)‏ (16 أكتوبر 1891 في المملكة المتحدة - 23 أكتوبر 1971 في المملكة المتحدة) هو لاعب كرة قدم بريطاني (وحمل سابقاً جنسية المملكة المتحدة لبريطانيا العظمى وأيرلندا) في مركز الدفاع. لعب مع مانشستر سيتي ونادي ساوثبورت ونادي كرو ألكساندرا وGlossop North End A.F.C. ‏.